# Daniel Ayala (Moderator)
Daniel Ayala (* 27. November 1961 in Montevideo, Uruguay) ist ein uruguayischer Hörfunkmoderator.
Ayala, der 1991 ein Medizinstudium erfolgreich abschloss und sich zwei Jahre später als Arzt in der Stadt Florida niederließ, moderierte ab 1989 viele Jahre für CX 26 Sodre gemeinsam mit Horacio Nigro, Daniel Muñoz, Roberto Belo und Gabriel Souto das Programm Radioactividades. Dieses wurde für Sábado Show 1993 seitens der Zeitung El País zum besten Programm des Jahres gewählt. 1994 erhielt Ayala den Ersten Preis in einem Wettbewerb der Asociación de la Prensa Uruguaya (APU). Er arbeitete ebenfalls für CX 14 El Espectador und produzierte dort Crónicas en Color Sepia ebenfalls gemeinsam mit Daniel Muñoz und dem später für BBC in London tätigen Roberto Belo. 1999 erhielt Ayala den Premio Morsoli und wurde vom Museo Viviente de las Comunicaciones General José Artigas mit dem Premio CX in Kommunikation bedacht. Auch für die wöchentliche Sendung El baúl auf CW33 Nueva Radio in Florida zeichnete er seit dem Jahr 2000 verantwortlich.